# The Walking Dead: Saints & Sinners – Chapter 2: Retribution
The Walking Dead: Saints & Sinners – Chapter 2: Retribution es un juego de terror y supervivencia de disparos en primera persona en realidad virtual para SteamVR, PlayStation VR, PlayStation VR2 y Meta Quest 2. Fue desarrollado por Skydance Interactive en asociación con Skybound Entertainment y corresponde a una secuela de The Walking Dead: Saints & Sinners, ambas entregas están basadas en la serie de cómics The Walking Dead de Robert Kirkman. El juego se lanzó en diciembre de 2022 para Meta Quest 2 y PICO 4, mientras que para PlayStation VR2 y Steam en marzo de 2023.

## Jugabilidad
Al igual que en el primer juego, el jugador puede matar a los caminantes "dándoles el cerebro": apuñalándolos en el cráneo y perforando el cerebro. El jugador puede escalar edificios para tender emboscadas a los enemigos y atacar desde la distancia con armas arrojadizas, arcos y armas de fuego de largo alcance. Los jugadores pueden explorar durante la noche, aunque los caminantes se sentirán atraídos por la linterna del jugador. Además, el juego presenta nuevas armas como una motosierra y una escopeta recortada. Se pueden conectar miras láser a cualquier arma de fuego para aumentar la precisión del disparo.

## Trama
Tres meses después de los acontecimientos del primer juego, The Tourist ayuda a un grupo de supervivientes a obtener los planos del Hotel E'Claire. El Turista queda inconsciente durante la misión y luego se encuentra en una habitación con el padre Carter, a quien le da los planos.
El Turista regresa a casa, después de recordar los acontecimientos que suceden entre los juegos. Durante ese tiempo, ocurrió un desastre en el casco antiguo, los Reclaimed fueron asesinados y el asesino conocido como The Axeman mató a los residentes de la Tower en todo el Barrio Francés.
El Turista se encuentra con el rey de The Pawn, un hombre llamado Sonny, quien le dice que facilitará una red comercial con el Turista, si puede recuperar una batería de un antiguo estudio de grabación. Al recuperar la batería, es emboscado por Axeman, quien se revela como el marido de May Benoit, Garik. El Turista escapa de la trampa de Garik y regresa con Sonny, quien le dice que Garik lo obligó a concertar una reunión con el Turista.
El Turista es contactado por un grupo llamado The Dissidents, que buscan desmantelar Tower y derrocar a Mamá, la líder. Después de ayudar a los disidentes a conseguir los suministros que necesitan y ayudar a otros aliados, el Turista y los disidentes viajan a Tower, donde descubren que Mama planea hacer sonar las campanas por toda Nueva Orleans, en un intento de destruir a los exiliados de una vez por todas. para todos. Poco después, el Turista y los Disidentes son emboscados fuera de Tower, durante la cual los Dissidents mueren.
El Turista viaja a través de las alcantarillas de Nueva Orleans para encontrar el escondite de Garik, donde tanto el Turista como Garik son atacados por Tower. Siguiendo a Garik más allá, el Turista lo somete, momento en el que puede matarlo o perdonarlo.
Al oír sonar las campanas por toda la ciudad, el Turista y sus aliados atacan Tower. El Turista se enfrenta a Mama, quien dice que ella sólo quiso lo mejor para la ciudad, creyendo que matar a los exiliados le brindará un nuevo comienzo. Ella le ofrece al Turista una opción, lo que resulta en uno de dos finales. El Turista puede apagar las campanas y detener el caos, o dejarlas encendidas y permitir que Mama continúe con su destrucción. Si el Turista apaga el timbre, Mama lamenta esta decisión. Si las campanas se dejan encendidas, la voz de Henri reprende al Turista. De cualquier manera, Mama termina el enfrentamiento arrojándose desde lo alto de The Tower, poniendo fin a su reinado.

## Desarrollo
El juego fue anunciado en enero de 2022 por Skydance Interactive. Fue lanzado en Meta Quest 2 el 1 de diciembre de 2022. Durante el UploadVR Showcase de 2022, se mostraron nuevas armas junto con el anuncio de que el juego se lanzará en PICO y Windows.

## Recepción
Según el agregador de reseñas Metacritic, la versión del juego para PlayStation 5 recibió críticas "mixtas o promedio" tras su lanzamiento.
IGN elogió la experiencia visual, pero criticó el estado defectuoso del juego y escribió: "Aproximadamente cinco horas después de jugar en PS VR2, una misión dejó de actualizarse por completo con nuevo progreso, lo que me obligó a descartar mi partida guardada por completo y comenzar de nuevo".  Christian Kobza de Push Square disfrutó de las nuevas incorporaciones al juego y de la atmósfera tensa del juego, aunque sintió que el juego se parecía más a una expansión de videojuego que a una secuela. Si bien le gustaba Axeman como antagonista del juego, estaba decepcionado por el diseño de la misión del juego y describió la historia como "trivial" y "escasa".